# Токуз
Токуз (рум. Tocuz) — село в Каушанском районе Молдавии. Относится к сёлам, не образующим коммуну.

## История
Первое документальное упоминание о селе Токуз датировано 1769 годом.

## География
Село Токуз расположено вблизи молдавско-украинской границы примерно в 15 км к юго-западу от города Кэушень. Ближайшие населённые пункты — сёла Звёздочка и Салкуца.
Высота населённого пункта 116 метров над уровнем моря. Протекает один из истоков реки Токузы.

## Население
Согласно данным 9-й ревизии податного населения Российской империи 1850 года, селение Токуз относится к Бендерскому уезду Бессарабской области, число жителей 757 (384 мужчины, 363 женщины), 10-й ревизии 1858 года - 785 жителей (421 мужчина, 364 женщины)..
По данным переписи населения 2004 года, в селе Токуз проживает 4442 человека (2217 мужчин, 2225 женщин). 
Этнический состав села:
| Национальность | Число жителей | Процентный состав |
| -------------- | ------------- | ----------------- |
| молдаване      | 4415          | 99,39             |
| украинцы       | 9             | 0,2               |
| болгары        | 7             | 0,16              |
| русские        | 6             | 0,14              |
| румыны         | 3             | 0,07              |
| гагаузы        | 1             | 0,02              |
| прочие         | 1             | 0,02              |
| Всего          | 4442          | 100 %             |

## Инфраструктура
В селе есть гимназия, основанная в 1984 году.
Вблизи села на молдавско-украинской границе действует пограничная застава.